# Fletxa Valona
La Fletxa Valona (Flèche Wallonne en francès) és una cursa ciclista que es disputa a les Ardenes (Bèlgica) durant el mes d'abril. Es disputa el dimecres següent a l'Amstel Gold Race i previ a la Lieja-Bastogne-Lieja, en l'anomenada Setmana de les Ardenes. És organitzada per Amaury Sport Organisation i, actualment, forma part de l'UCI World Tour.
La Fletxa Valona es creà l'any 1936 per iniciativa del diari Les Sports, que pretenia fer servir la competició per a incrementar les seves vendes. Tant la seva longitud com el seu recorregut han variat considerablement al llarg de les edicions disputades, de manera que hi ha moltes ciutats que han estat o bé origen o bé final de la cursa: Tournai, Lieja, Mons, Charleroi, Verviers, Huy o Spa. En el seu recorregut destaca l'ascens al Mur de Huy, situat poc abans de l'arribada. Tradicionalment, la competició ha estat dominada pels corredors belgues i, en grau més baix, pels italians. Des de l'any 1998 es disputa, també, la Fletxa Valona femenina.

## Llista de guanyadors
| Any  | Vencedor                    | Segon                       | Tercer                      |
| ---- | --------------------------- | --------------------------- | --------------------------- |
| 1936 | Philémon De Meersman        | Alphonse Verniers           | Camille Michielsen          |
| 1937 | Adolf Braeckeveldt          | Marcel Kint                 | Albert Perikel              |
| 1938 | Émile Masson junior         | Sylvère Maes                | Cyrille Dubois              |
| 1939 | Edmond Delathouwer          | Huub Sijen                  | Albert Perikel              |
| 1941 | Sylvain Grysolle            | Gustaaf Van Overloop        | Jacques Geus                |
| 1942 | Karel Thijs                 | Frans Bonduel               | Jacques Geus                |
| 1943 | Marcel Kint                 | Georges Claes               | Désiré Keteleer             |
| 1944 | Marcel Kint                 | Albéric Schotte             | Marcel Quertinmont          |
| 1945 | Marcel Kint                 | Lucien Vlaemynck            | André Maelbrancke           |
| 1946 | Désiré Keteleer             | René Walschot               | Edward Van Dyck             |
| 1947 | Ernest Sterckx              | Maurice Desimpelaere        | Gustaaf Van Overloop        |
| 1948 | Fermo Camellini             | Albéric Schotte             | Camille Beeckman            |
| 1949 | Rik Van Steenbergen         | Edward Peeters              | Fausto Coppi                |
| 1950 | Fausto Coppi                | Raymond Impanis             | Jan Storms                  |
| 1951 | Ferdi Kübler                | Gino Bartali                | Jean Robic                  |
| 1952 | Ferdi Kübler                | Stan Ockers                 | Raymond Impanis             |
| 1953 | Stan Ockers                 | Ferdi Kübler                | Loretto Petrucci            |
| 1954 | Germain Derycke             | Ferdi Kübler                | Jan De Valck                |
| 1955 | Stan Ockers                 | Alfons Vandenbrande         | Stanislas Bober             |
| 1956 | Richard Van Genechten       | Sante Ranucci               | André Vlayen                |
| 1957 | Raymond Impanis             | René Privat                 | Victor Wartel               |
| 1958 | Rik Van Steenbergen         | Joseph Planckaert           | Pierre Everaert             |
| 1959 | Jos Hoevenaers              | Marcel Janssens             | Frans Schoubben             |
| 1960 | Pino Cerami                 | Pierre Beuffeuil            | Constant Goossens           |
| 1961 | Willy Vannitsen             | Jean Graczyk                | Frans Aerenhouts            |
| 1962 | Henri De Wolf               | Pino Cerami                 | Hans Junkermann             |
| 1963 | Raymond Poulidor            | Jan Janssen                 | Peter Post                  |
| 1964 | Gilbert Desmet              | Jan Janssen                 | Peter Post                  |
| 1965 | Roberto Poggiali            | Felice Gimondi              | Tom Simpson                 |
| 1966 | Michele Dancelli            | Lucien Aimar                | Rudi Altig                  |
| 1967 | Eddy Merckx                 | Peter Post                  | Willy Bocklant              |
| 1968 | Rik Van Looy                | José Samyn                  | Jan Janssen                 |
| 1969 | Jos Huysmans                | Eric De Vlaeminck           | Eric Leman                  |
| 1970 | Eddy Merckx                 | Georges Pintens             | Eric De Vlaeminck           |
| 1971 | Roger De Vlaeminck          | Frans Verbeeck              | Jos Deschoenmaecker         |
| 1972 | Eddy Merckx                 | Raymond Poulidor            | Willy Van Neste             |
| 1973 | André Dierickx              | Eddy Merckx                 | Frans Verbeeck              |
| 1974 | Frans Verbeeck              | Roger De Vlaeminck          | Walter Godefroot            |
| 1975 | André Dierickx              | Frans Verbeeck              | Eddy Merckx                 |
| 1976 | Joop Zoetemelk              | Frans Verbeeck              | Freddy Maertens             |
| 1977 | Francesco Moser             | Giuseppe Saronni            | Freddy Maertens             |
| 1978 | Michel Laurent              | Gianbattista Baronchelli    | Dietrich Thurau             |
| 1979 | Bernard Hinault             | Giuseppe Saronni            | Bernt Johansson             |
| 1980 | Giuseppe Saronni            | Sven-Åke Nilsson            | Bernard Hinault             |
| 1981 | Daniel Willems              | Adri van der Poel           | Guido Van Calster           |
| 1982 | Mario Beccia                | Jostein Wilmann             | Paul Haghedooren            |
| 1983 | Bernard Hinault             | René Bittinger              | Hubert Seiz                 |
| 1984 | Kim Andersen                | William Tackaert            | Heddie Nieuwdorp            |
| 1985 | Claude Criquielion          | Moreno Argentin             | Laurent Fignon              |
| 1986 | Laurent Fignon              | Jean-Claude Leclercq        | Claude Criquielion          |
| 1987 | Jean-Claude Leclercq        | Claude Criquielion          | Rolf Gölz                   |
| 1988 | Rolf Gölz                   | Moreno Argentin             | Steven Rooks                |
| 1989 | Claude Criquielion          | Steven Rooks                | Willem Van Eynde            |
| 1990 | Moreno Argentin             | Jean-Claude Leclercq        | Gert-Jan Theunisse          |
| 1991 | Moreno Argentin             | Claude Criquielion          | Claudio Chiappucci          |
| 1992 | Giorgio Furlan              | Gérard Rué                  | Davide Cassani              |
| 1993 | Maurizio Fondriest          | Gérard Rué                  | Claudio Chiappucci          |
| 1994 | Moreno Argentin             | Giorgio Furlan              | Ievgueni Berzin             |
| 1995 | Laurent Jalabert            | Maurizio Fondriest          | Ievgueni Berzin             |
| 1996 | Lance Armstrong             | Didier Rous                 | Maurizio Fondriest          |
| 1997 | Laurent Jalabert            | Luc Leblanc                 | Alex Zülle                  |
| 1998 | Bo Hamburger                | Frank Vandenbroucke         | Alberto Elli                |
| 1999 | Michele Bartoli             | Maarten den Bakker          | Mario Aerts                 |
| 2000 | Francesco Casagrande        | Rik Verbrugghe              | Laurent Jalabert            |
| 2001 | Rik Verbrugghe              | Ivan Basso                  | Jörg Jaksche                |
| 2002 | Mario Aerts                 | Unai Etxebarria Arana       | Michele Bartoli             |
| 2003 | Igor Astarloa Askasibar     | Aitor Osa Eizaguirre        | Aleksandr Xefer             |
| 2004 | Davide Rebellin             | Danilo Di Luca              | Matthias Kessler            |
| 2005 | Danilo Di Luca              | Kim Kirchen                 | Davide Rebellin             |
| 2006 | Alejandro Valverde Belmonte | Samuel Sánchez González     | Karsten Kroon               |
| 2007 | Davide Rebellin             | Alejandro Valverde Belmonte | Danilo Di Luca              |
| 2008 | Kim Kirchen                 | Cadel Evans                 | Damiano Cunego              |
| 2009 | Davide Rebellin             | Andy Schleck                | Damiano Cunego              |
| 2010 | Cadel Evans                 | Joaquim Rodríguez i Oliver  | Alberto Contador Velasco    |
| 2011 | Philippe Gilbert            | Joaquim Rodríguez i Oliver  | Samuel Sánchez González     |
| 2012 | Joaquim Rodríguez i Oliver  | Michael Albasini            | Philippe Gilbert            |
| 2013 | Daniel Moreno Fernández     | Sergio Henao Montoya        | Carlos Betancur Gómez       |
| 2014 | Alejandro Valverde Belmonte | Daniel Martin               | Michał Kwiatkowski          |
| 2015 | Alejandro Valverde Belmonte | Julian Alaphilippe          | Michael Albasini            |
| 2016 | Alejandro Valverde Belmonte | Julian Alaphilippe          | Daniel Martin               |
| 2017 | Alejandro Valverde Belmonte | Daniel Martin               | Dylan Teuns                 |
| 2018 | Julian Alaphilippe          | Alejandro Valverde Belmonte | Jelle Vanendert             |
| 2019 | Julian Alaphilippe          | Jakob Fuglsang              | Diego Ulissi                |
| 2020 | Marc Hirschi                | Benoît Cosnefroy            | Michael Woods               |
| 2021 | Julian Alaphilippe          | Primož Roglič               | Alejandro Valverde Belmonte |
| 2022 | Dylan Teuns                 | Alejandro Valverde Belmonte | Aleksandr Vlàssov           |
| 2023 | Tadej Pogačar               | Mattias Skjelmose           | Mikel Landa Meana           |
| 2024 | Stephen Williams            | Kévin Vauquelin             | Maxim Van Gils              |
| 2025 | Tadej Pogačar               | Kévin Vauquelin             | Thomas Pidcock              |

## Estadístiques

### Múltiples vencedors

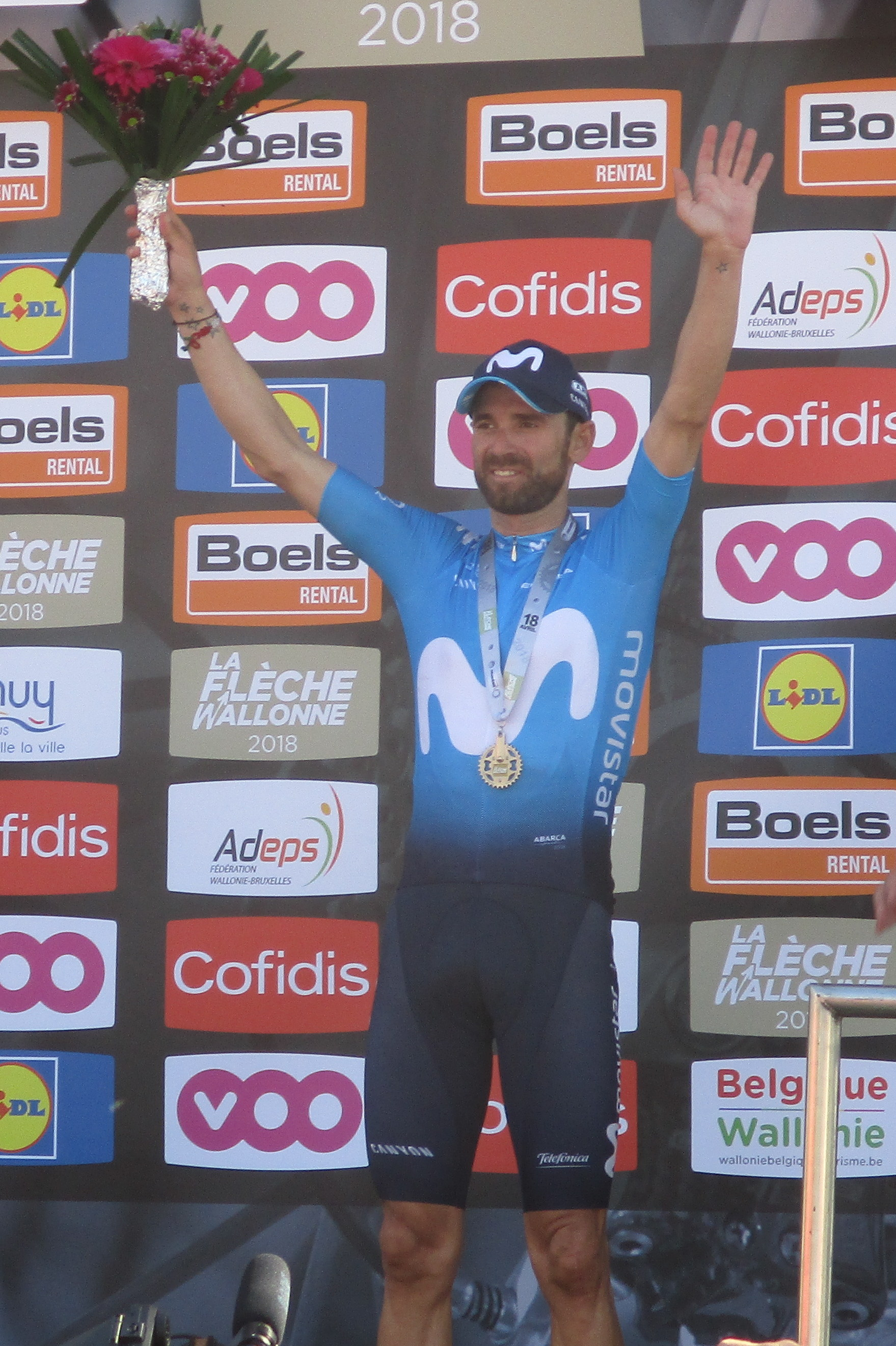
Amb cinc victòries, Alejandro Valverde és el ciclista que més vegades ha guanyat la cursa.

| Victòries | Corredor            | País    | Edicions                      |
| --------- | ------------------- | ------- | ----------------------------- |
| 5         | Alejandro Valverde  | Espanya | 2006, 2014, 2015, 2016 i 2017 |
| 3         | Marcel Kint         | Bèlgica | 1943, 1944 i 1945             |
| 3         | Eddy Merckx         | Bèlgica | 1967, 1970 i 1972             |
| 3         | Moreno Argentin     | Itàlia  | 1990, 1991 i 1994             |
| 3         | Davide Rebellin     | Itàlia  | 2004, 2007 i 2009             |
| 3         | Julian Alaphilippe  | França  | 2018, 2019 i 2021             |
| 2         | Ferdi Kübler        | Suïssa  | 1951 i 1952                   |
| 2         | Stan Ockers         | Bèlgica | 1953 i 1955                   |
| 2         | Rik Van Steenbergen | Bèlgica | 1949 i 1958                   |
| 2         | André Dierickx      | Bèlgica | 1973 i 1975                   |
| 2         | Bernard Hinault     | França  | 1979 i 1983                   |
| 2         | Claude Criquielion  | Bèlgica | 1985 i 1989                   |
| 2         | Laurent Jalabert    | França  | 1995 i 1997                   |

### Victòries per país
| Victòries | País                                                                                     |
| --------- | ---------------------------------------------------------------------------------------- |
| 39        | Bèlgica                                                                                  |
| 18        | Itàlia                                                                                   |
| 11        | França                                                                                   |
| 8         | Espanya                                                                                  |
| 3         | Suïssa                                                                                   |
| 2         | Dinamarca                                                                                |
| 1         | Alemanya · Països Baixos · Estats Units · Luxemburg · Austràlia · Eslovènia · Regne Unit |